# 갑상샘
갑상샘(甲狀-, 영어: thyroid 또는 thyroid gland)은 사람 몸에서 호르몬을 분비하는 내분비계 중 가장 크며, 갑상샘 호르몬(티록신)을 만들어 몸의 기능을 적절하게 유지하는 일을 하는 중요한 기관이다. 티록신은 항온 동물에서는 물질 대사, 특히 이화 작용의 속도를 조절하며, 또 양서류의 변태, 양서류나 파충류의 탈피 및 조류의 환우(換羽)를 촉진한다. 원어(thyroid, thyroid gland)는 방패를 뜻하는 Thyreos(그리스어)에서 유래했다.

## 위치
갑상샘은 목의 한가운데 앞으로 튀어나온 물렁뼈 바로 아래쪽에서 기도 주위를 나비 모양으로 둘러싸고 있다.

## 크기
한 쪽 날개의 크기는 넓이 1~2 cm, 두께 2~3 cm, 높이 5 cm 정도 되고, 무게는 모두 합해서 15~20g 정도이다. 보통은 근육으로 둘러싸여 있어서 겉으로 봐서 볼 수 없고 거의 만져지지 않는다. 나비 모양인 2개의 좌우 양날개와 이 날개를 서로 연결하는 좁은 연결부분으로 구성되어 있다. 뒤쪽으로 부갑상샘이 좌우 2개씩 모두 4개가 붙어 있다.

## 용어
애초에는 갑상선으로 불렸으나, 대한의사협회 의학용어위원회에서 2001년 발간되고 2006년 수정 보완된 의학용어집 제4집에서 외래어를 쉬운 우리말 표현으로 바꾸어 갑상샘으로 용어로 정의되었으며, 2008년 11월 발간된 의학용어집 제5집에서는 생소한 한글 용어에 불편을 느끼는 사용자를 위해 기존의 한자어 용어를 되살려 갑상샘, 갑상선이 병기되었다.
또한 형태에서 따온 방패샘이나, 위치상 특징을 따온 목밑샘으로 불리기도 한다.

## 기능

갑상샘호르몬 T3와 T4 전달 체계도(시상하부 뇌하수체 갑상선 축)

갑상샘은 갑상샘호르몬을 만들고, 저장해 두었다가 필요할 때마다 혈액으로 내보내는 일을 한다.
갑상샘호르몬은 사람에게 없어서는 안 되는 물질로, 인체의 대사 과정을 촉진하여 모든 기관의 기능을 적절히 유지시키는 일을 하는데, 예를 들어 열을 발생시켜 체온을 일정하게 유지시키거나 태아와 신생아의 뇌와 뼈의 성장 발달에 도움을 주는 역할 등을 한다.
만일 태아기 또는 성장기에 갑상샘호르몬이 모자라면 키가 작고 지능이 낮아진다. 갑상샘호르몬은 몸안의 여러 대사를 섬세하게 조절하여 만들어진 에너지가 제대로 쓰이게 한다. 즉, 심장의 박동을 증가시키고 스트레스에도 적절히 대응하게 하며, 적혈구 생성도 늘려 충분한 산소 공급이 이루어지도록 하고 근육과 뼈의 기능도 좋게 유지한다. 또한 다른 호르몬들이 올바로 작용할 수 있도록 도와준다.

## 같이 보기
- 갑상선암
- 갑상선기능저하증(갑상샘과다증)
- 갑상선기능항진증
- 티록신(T4)
- 삼요드티로닌(T3)
- 윌슨저체온증후군(영어판)
- 대사 증후군(메터볼릭 신드롬)
- 당뇨병
- 인슐린
- 인슐린 저항성
- 만성피로증후군(CFS)
- 단식
- 하시모토 갑상샘염